# 泰倫德河
泰倫德河（瑞典語：Tärendö älv）是瑞典的河流，位於北博滕省，是托爾訥河的分叉河流，最終注入卡利克斯河，河道全長52公里，平均流量每秒80立方米。

## 外部連結
- Tärendö river on Google Streetview （页面存档备份，存于）